# Alfonso Fuentes Soria
Juan Alfonso Fuentes Soria (Nueva Guatemala de la Asunción, 16 de mayo de 1947) es un odontólogo guatemalteco y rector de la Universidad de San Carlos de Guatemala entre 1990 y 1994. Fue designado por el Congreso de Guatemala como vicepresidente de Guatemala y ejerció desde el 16 de septiembre de 2015 hasta el 14 de enero de 2016. 
Tras los escándalos del gobierno por defraudación aduanera, asociación ilícita y cohecho pasivo que precedía Otto Pérez Molina y Roxana Baldetti, el Congreso designó a Alejandro Maldonado Aguirre como vicepresidente de Guatemala, pero a los pocos meses de este haber sido designado tuvo que asumir la presidencia de la República de Guatemala; dos semanas más tarde el Congreso le designó vicepresidente tras la renuncia de general Pérez Molina.
Los tres nominados a vicepresidente por Maldonado Aguirre fueron: Gabriel Medrano Valenzuela exrector de la Universidad Rafael Landívar, Juan Alfonso Fuentes Soria, exrector de la Universidad de San Carlos de Guatemala e Irma Raquel Zelaya, miembro de la Comisión de Paz en representación del Gobierno de Álvaro Arzú, secretaria de la Paz de la Presidencia, y miembro del Consejo Directivo de la Universidad Rafael Landívar. El 16 de septiembre de 2015 el Congreso de la República seleccionó a Fuentes Soria.
En marzo de 2017, postuló su candidatura para el cargo de director general de la Unesco para sustituir a Irina Bokova.

## Biografía
Egresado del Colegio San José de los Infantes, estudió en la Facultad de Odontología de la Universidad de San Carlos en el Campus Central de la zona 12 de la Ciudad de Guatemala, donde luego fue catedrático y decano de la misma. En 1990 fue elegido como rector de la Universidad de San Carlos y el mismo año se convirtió en el presidente del Consejo Superior Universitario Centroamericano (CSUCA); la Guerra Civil de Guatemala todavía estaba vigente, pero ya se encontraba en la última fase, pues los acuerdo de paz se firmaron en 1996.
Tras una visita durante su gestión como rector a principios de la década de 1990, Fuentes Soria retornó a Alemania para realizar investigación gracias a una beca de la Agencia Alemana para la Cooperación y Desarrollo, trabajando tres meses en Heidelberg en la clínica de traumatología del Hospital Universitario. Al regresar a Guatemala, y luego de la firma de los acuerdos de paz en diciembre de 1996, fue nombrado presidente de la Comisión Guatemalteca de Derechos Humanos.
En septiembre de 2015 fue designado como vicepresidente de Guatemala luego de la renuncia del expresidente Otto Pérez Molina tras el escándalo producido por el Caso de La Línea.

## Vida personal
Está casado, tiene dos hijos. Habla inglés, portugués, y alemán. También habla Q'eqchí, idioma maya en Guatemala.